# Jovan Stanojevic
Jovan Stanojevic, auch Jovan von Hum (serbisch Епископ Јован хумски Episkope Jovan Humski; geboren als Radoslav Stanojevic; * greg. 28. Juni 1979 in Vukovar, SR Kroatien, SFR Jugoslawien), ist ein serbisch-orthodoxer Geistlicher, Titularbischof von Hum, Vikarbischof von Düsseldorf und Deutschland sowie Generalsekretär der Orthodoxen Bischofskonferenz in Deutschland.

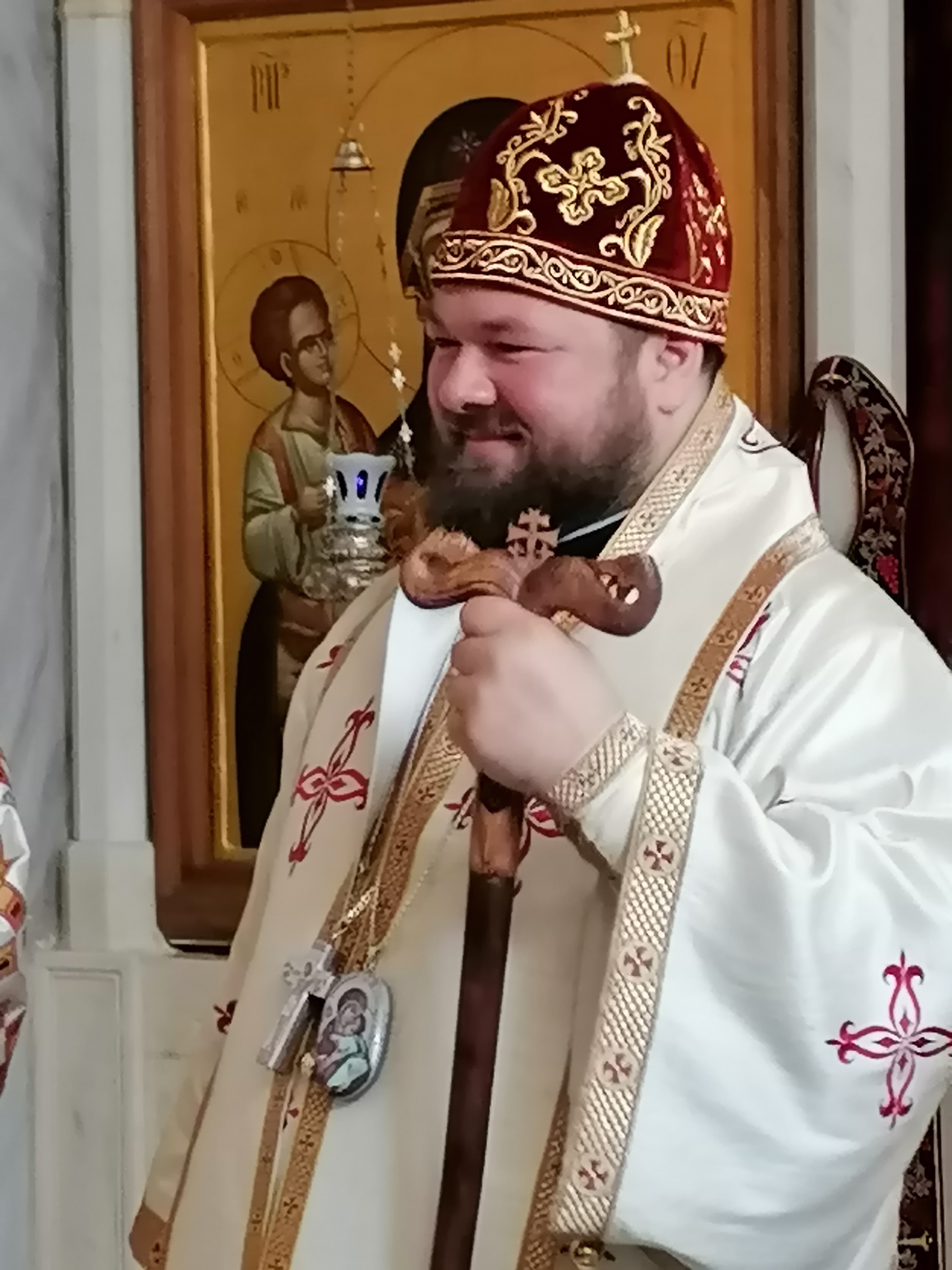
Bischof Jovan von Hum, 2023

## Leben

### Frühes Leben
Stanojevic wurde in Vukovar, Jugoslawien geboren und wuchs in Borovo Naselje auf, wo er zunächst im Jahr 1997 eine Ausbildung als Automechaniker absolvierte.

### Kirchlicher Werdegang

#### Ausbildung
Nachdem er seine Ausbildung beendet hatte, wurde er mit Hilfe vom Bischof von Osijek-Baranja ins Priesterseminar von Sremski Karlovci aufgenommen, welches er im Jahr 2004 abschloss. Anschließend studierte er bis 2009 Theologie an der Universität Belgrad, woraufhin er bis 2011 ein Master-Studium in Theologie am Hellenic College Holy Cross absolvierte.
Im Jahr 2019 promovierte er an der Bergischen Universität Wuppertal (in Kooperation mit der Kirchlichen Hochschule Wuppertal) bei Stefan Weise und Martin Karrer. Die Dissertation beschäftigt sich mit einer „vergleichende[n] Analyse der Antoniadis-Ausgabe der Katholischen Briefe und der Editio Critica Maior IV“.

#### Diakonat und Priestertum
Er wurde am 16. September 2000 zum Mönch, einen Tag darauf zum Diakon und 2014 zum Priester geweiht. Später wurde er auch in den Rang eines Archimandriten erhoben. 

#### Bischofsweihe und Sekretariat
Am 19. Mai 2021 erhielt er die Bischofsweihe durch Patriarch Porfirije im Dom des Heiligen Sava mit dem Titularbistum von Hum. Gleichzeitig wurde er zum Vikarbischof der Diözese von Düsseldorf und Deutschland ernannt. Bei der Frühjahrsvollversammlung 2023 der Orthodoxen Bischofskonferenz in Deutschland wählten die Bischöfe Jovan (Stanojevic) zum Generalsekretär der OBKD.
Bischof Jovan ist seit 2024 mit der Kirche der Entschlafung der Gottesmutter assoziiert und hat seinen aktuellen Sitz in Hildesheim. Dort ist er bekannt dafür, die Heilige Liturgie oder die Predigt öfters mehrsprachig zu halten.

## Persönliches
Er spricht fließend Serbokroatisch sowie das biblische Koine-Griechisch, Englisch und Deutsch im hochdeutschen Dialekt.

## Veröffentlichungen (Auswahl)
- Orthodox New Testament textual scholarship. Antoniades, lectionaries, and the Catholic epistles. NJ; Gorgias Press, Piscataway 2021, ISBN 978-1463242671.